# Nomade i Negev-Ørkenen
|  | Denne artikel er oprettet af botten Steenthbot ud fra en ekstern database. Den kan derfor have sproglige fejl eller mangler. Denne skabelon kan fjernes efter kontrol af indholdet. |

Nomade i Negev-Ørkenen er en dansk dokumentarfilm fra 1975 instrueret af Tue Ritzau efter eget manuskript.

## Handling
Der er sikkert ikke megen forskel på telt og dagligt liv hos nomaderne mellem året 1974, hvor filmene er optaget og på Moses' tid.